# Ricky Skaggs
Ricky Skaggs (* 18. července 1954, Cordell, Lawrence County, Kentucky, USA) je legendární americký bluegrassový zpěvák a multiinstrumentalista (zejména mandolinista a kytarista).
Od roku 1961 žil s rodiči v Nashville v Tennessee, v roce 1982 se stal 61. členem tamní Grand Ole Opry.
Už v dětství hrál na řadu nástrojů a v patnácti letech už začínal hrát s kapelou, od roku 1961 občas pohostinsky vystupoval v televizních pořadech Lestera Flatta a Earla Scruggse. V roce 1971 se stal členem legendární bluegrassové skupiny Clinch Mountains Boys (The Stanley Brothers, jejichž hudbou byl tehdy silně ovlivněn), od roku 1974 pak hrál v další legendární bluegrassové kapele Country Gentlemen. Od roku 1976 vystupoval s vlastní kapelou Boone Creek.
V roce 1977 začal spolupracovat s kapelou zpěvačky Emmylou Harrisové, kde začal zpívat. V roce 1978 nahrál své první samostatné album Sweet Temptation. V roce 1980 se opět trvale usídlil zpět v Nashville, kde spolupracoval s rodinnou kapelou Whites, ze které pocházela jeho žena zpěvačka Sharon Whiteová.
Nazpíval také několik písní s dalšími americkými zpěváky – například s country legendou, zpěvákem Johnym Cashem nebo s další legendou, jazzovým a rockovým zpěvákem a klavíristou Rayem Charlesem. Jako producent spolupracuje s Dolly Partonovou. Spolupracoval téměř se všemi významnými americkými muzikanty, např. Billem Monroem nebo Flattem&Scruggsem. Jednou také vystupoval v ČR - na festivalu Music in the park v pražské Stromovce roku 2007. Koncertuje s kapelou Kentucky Thunder.

## Hity
- Highway 40 blues
- A Simple Life
- My Father´ s Son
- Country boy